# Vojtěch Hampl
Vojtěch Hampl (8. dubna 1872 Česká Skalice – 19. října 1944 Drážďany) byl český a československý politik a meziválečný senátor Národního shromáždění za Komunistickou stranu Československa.

## Biografie
V parlamentních volbách v roce 1925 získal za komunisty senátorské křeslo v Národním shromáždění. V senátu setrval do roku 1929.
Profesí byl redaktorem v Liberci.
Byl popraven nacisty v říjnu 1944 v Drážďanech. Zatčen byl v dubnu 1943 pro politickou činnost. Následně byl vězněn v Praze, Litoměřicích a Drážďanech.